# Iuka
Iuka település az Amerikai Egyesült Államok Mississippi államában, Tishomingo megyében, melynek megyeszékhelye is. Lakosainak száma 3139 fő (2020. április 1.).

## Népesség
A település népességének változása:

| 2010 | 3 028 |
| 2020 | 3 139 |